# Václav Jan Tomášek
Vous lisez un « article de qualité » labellisé en 2017.
Pour les articles homonymes, voir Tomášek.
Václav Jan Křtitel Tomášek (en allemand : Wenzel Johann Baptist Tomaschek) est un compositeur, pianiste et pédagogue bohémien, né le 17 avril 1774 à Skutsch et mort le 3 avril 1850 à Prague.
Figure centrale de la vie musicale à Prague dans la première moitié du XIXe siècle, ce pianiste virtuose autodidacte connaît ses premiers succès à vingt-deux ans. En 1806, il est embauché par un aristocrate qui lui permet de se consacrer entièrement à la musique. Pédagogue, il fonde en 1824 une école de musique, bien vite réputée, et son salon reçoit les grands musiciens d'Europe de passage à Prague. Il est l'un des fondateurs de l'école tchèque de piano.
En tant que compositeur, il a touché à tous les genres musicaux, de la sonate pour piano à l'opéra, en passant par la symphonie. Ce qui suscite l’intérêt, de nos jours comme à son époque, ce sont ses lieder et ses miniatures pour piano, mystérieusement baptisées en référence à la poésie de la Grèce antique — « églogues », « dithyrambes » et « rhapsodie » —, formes musicales dont il est l'inventeur avec l'impromptu. Bien qu'il fasse carrière entièrement à Prague, son style correspond au classicisme viennois, dans la veine admirative de Mozart : chaînon entre classicisme et romantisme, Tomášek est un des fondateurs de la musique romantique tchèque et précurseur de Smetana.

## Biographie
Tomášek naît à Skutsch (aujourd'hui Skuteč en République tchèque), à l'époque ville d'environ 3 500 habitants, se trouvant à 150 kilomètres à l'Est de Prague. Il est le fils cadet d'une famille de treize enfants : son père est un modeste tisserand et marchand de toile ; sa mère est fille de tisserand.

### Études
Le jeune Václav, dès l'âge de quatre ans, suit les cours de violon et de chant chez le maître de chœur de la ville voisine de Chrudim, Pavel Josef Wolf. À treize ans (1786), il est reçu au lycée et chante en tant qu'alto à l'école du couvent des frères mineurs à Iglau (alors autrichienne, aujourd'hui Jihlava). Il prend également des leçons d'orgue avec Donat Schuberth. Il poursuit ses études au lycée à Prague où il arrive en 1790, âgé de seize ans, pour y rester toute sa vie. C'est l'époque où il s'essaye à ses premières compositions : danses hongroises (1791), menuets et valses (1794/1795), brûlés plus tard,.
Cette même année, grâce à son frère Jacob, il assiste à une représentation de Don Giovanni de Mozart, créé à Prague trois ans plus tôt ; l'esprit de Mozart est partout. C'est pour lui une expérience importante qui excite son imagination et détermine fondamentalement la sensibilité musicale de sa vie,,. Plus tard, le critique viennois, son ancien élève Eduard Hanslick, écrira : « Mozart a toujours été son idéal ». Outre Mozart, il est un grand admirateur de Gluck, de Haydn et du jeune Beethoven. En 1791, il voit aussi La clemenza di Tito et rencontre de nouveau son idole. Son frère est aussi à l'initiative de son étude de la peinture. On dispose d'un autoportrait.
Après son baccalauréat, à partir de 1794, il effectue les trois années études supérieures obligatoires, à la faculté de lettres et droit à l'université Charles-Ferdinand (philosophie, mathématiques, logique, histoire, esthétique), avant d'entamer son doctorat en droit en 1797 et assiste également à des conférences sur l'anatomie et la chirurgie. En musique, il prend quelques leçons de Jan Ladislav Dussek, l'un des meilleurs musicien du temps. Gagnant sa vie en jouant dans des lieux publics, ses dons de pianiste lui valent sa première réputation dans les salons de la noblesse et ses premiers élèves. Sur ses temps de loisirs, il étudie le piano avec le Clavierschule (1789) de Türk et la composition avec les traités disponibles : ceux de Marpurg, Kirnberger, Mattheson, Löhlein et Fux.

En 1798, Tomášek entend Beethoven, de passage à Prague pour la seconde fois. Il assiste à deux concerts où Beethoven interprète ses deux premiers concertos pour piano et sa Sonate opus 2 : 

« Beethoven, le géant des pianistes, vint à Prague […] Je me sentis si profondément humilié dans mon être le plus intime que je ne touchai plus au piano pendant plusieurs jours. »

 Il rencontre le musicien et le revoit en 1814 à Vienne. L'année suivante en mars, il entend Joseph Woelfl dans un de ses concertos et la fantaisie en fa mineur de Mozart, partition à quatre mains devant les yeux, jouant le tout à deux mains. En 1801, il travaille la composition avec Vogler de passage à Prague à l'invitation de l'université et avec Forkel, qui développent chez lui sa connaissance de la théorie et son amour de Bach. Il commence la composition d'une ballade romantique sur un poème de Gottfried August Bürger, Leonore, vers 1798 et le processus de création se poursuit jusqu'en 1805, parallèlement à ses études à l'université. Tomášek est particulièrement critique pour atteindre un niveau suffisant et satisfaire ses propres critères.

### Maître de musique

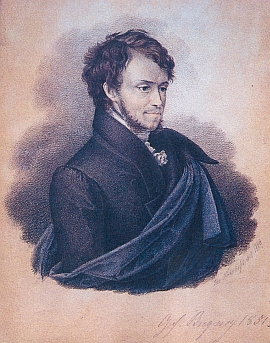
Portrait de (Georg Franz August) Jiří František Buquoy de Longeval, écrivain, mathématicien, chimiste, économiste et homme d'affaires, employeur du musicien pendant dix-huit ans, de 1806 à 1824.

Cependant, après le premier succès de sa ballade Lenore en 1806, un aristocrate mélomane (à qui il donne des leçons de piano), scientifique et économiste, le comte Jiří František Buquoy de Longeval (1771-1851), le détourne de sa carrière de juriste. Buquoy lui offre un poste avantageux de maître de musique, où il doit composer, s'occuper de l’orchestre et enseigner la musique pour sa famille ; de quoi se consacrer entièrement à la musique, avec un bon salaire (400 florins par an) et la possibilité de faire des voyages. Il habite chez son protecteur, au Palais Buquoy. Ce sont ses années les plus productives en tant que compositeur.
En 1808, il entend un concert de Louis Spohr de passage à Prague avec son épouse, une harpiste. En 1811, il présente son unique opéra achevé, Seraphine, sur un livret de son ami Johann Heinrich Dambeck ; mal reçu par le public, les années ultérieures il se replie, à défaut de livret de valeur, sur des extraits de la trilogie Wallenstein de Schiller, avec Maria Stuart et Die Piccolomini, deux ballades pour voix et orchestre.
Il voyage à Eger, Dresde, Graz, Marienbad (pour y soigner sa goutte) et Vienne, où il rencontre Haydn (1808), Beethoven (1814) et Goethe. C'est le comte Buquoy qui lui présente le poète et après une correspondance, en 1822, il le rencontre, ce dont il donne les éléments dans son autobiographie. Lisant les poèmes de Goethe dans l'édition de 1815, il en met quarante-et-un en musique et en joue une quinzaine pour l'auteur, le 6 août 1822. Tomášek entretient également une correspondance avec Beethoven. En 1822, il s'installe définitivement dans le quartier de Malá Strana à Prague (l'actuelle rue Tomášska), dans la maison de l’éditeur de l’almanach Libussa. Il reste au service du comte jusqu'en 1824 et il reçoit dorénavant une pension de 700 florins.

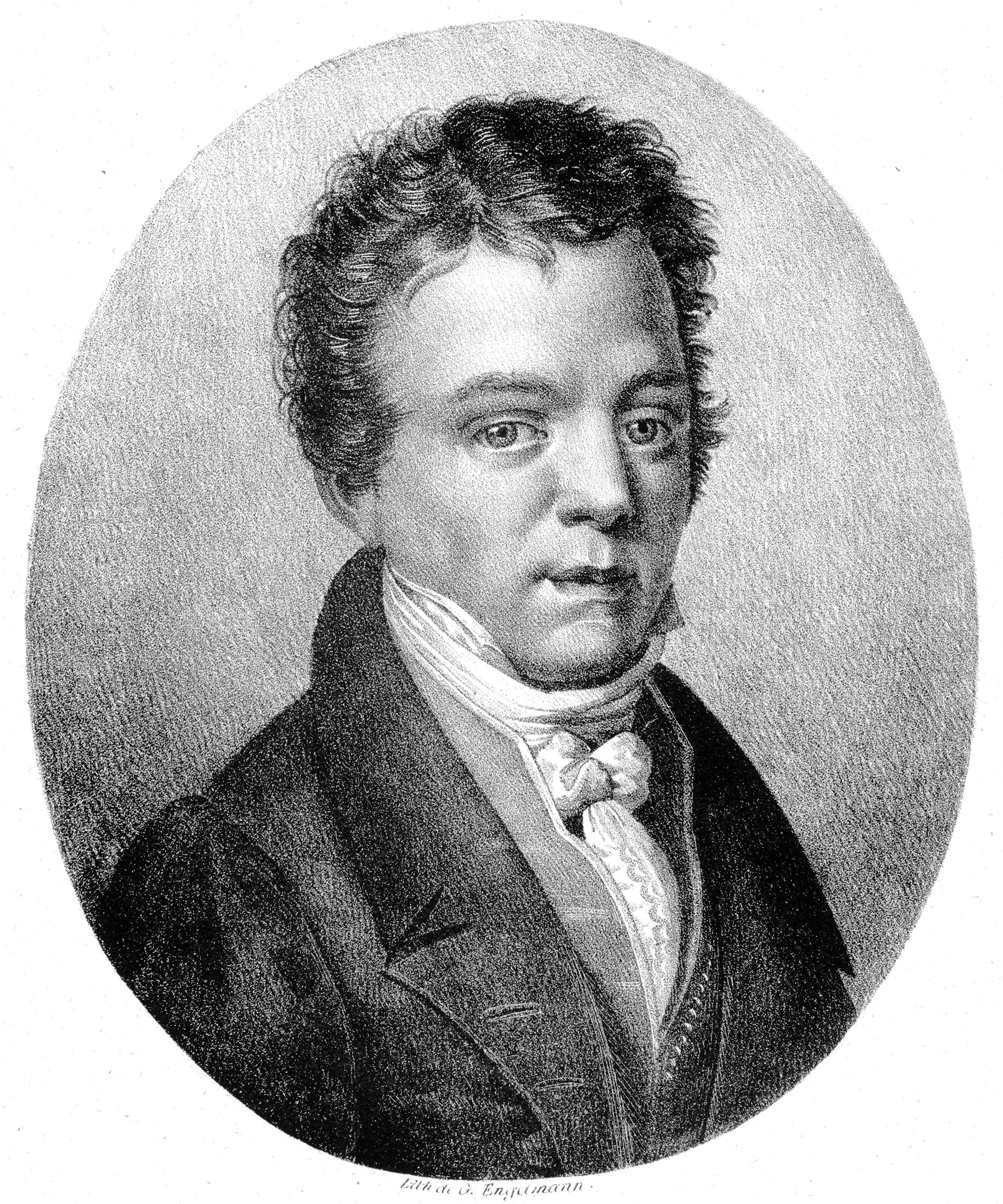
Hugo Voříšek
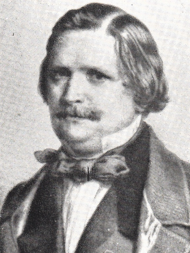
Jan Bedřich Kittl
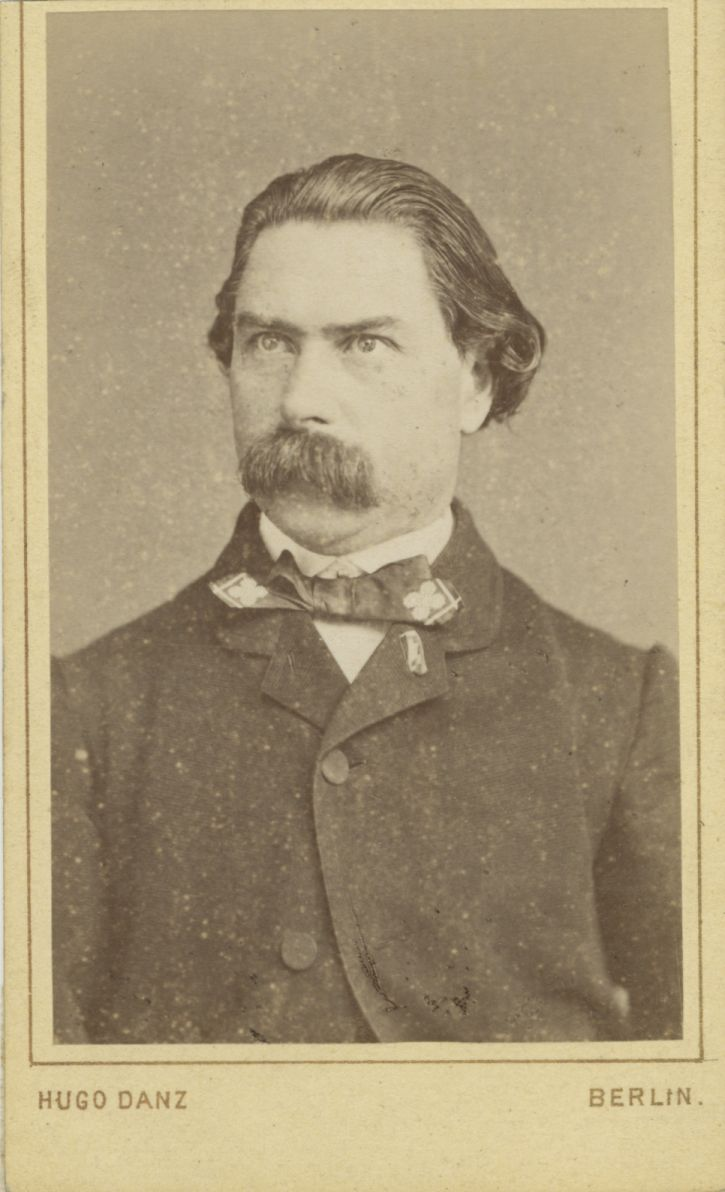
Alexander Dreyschock

### Pédagogue

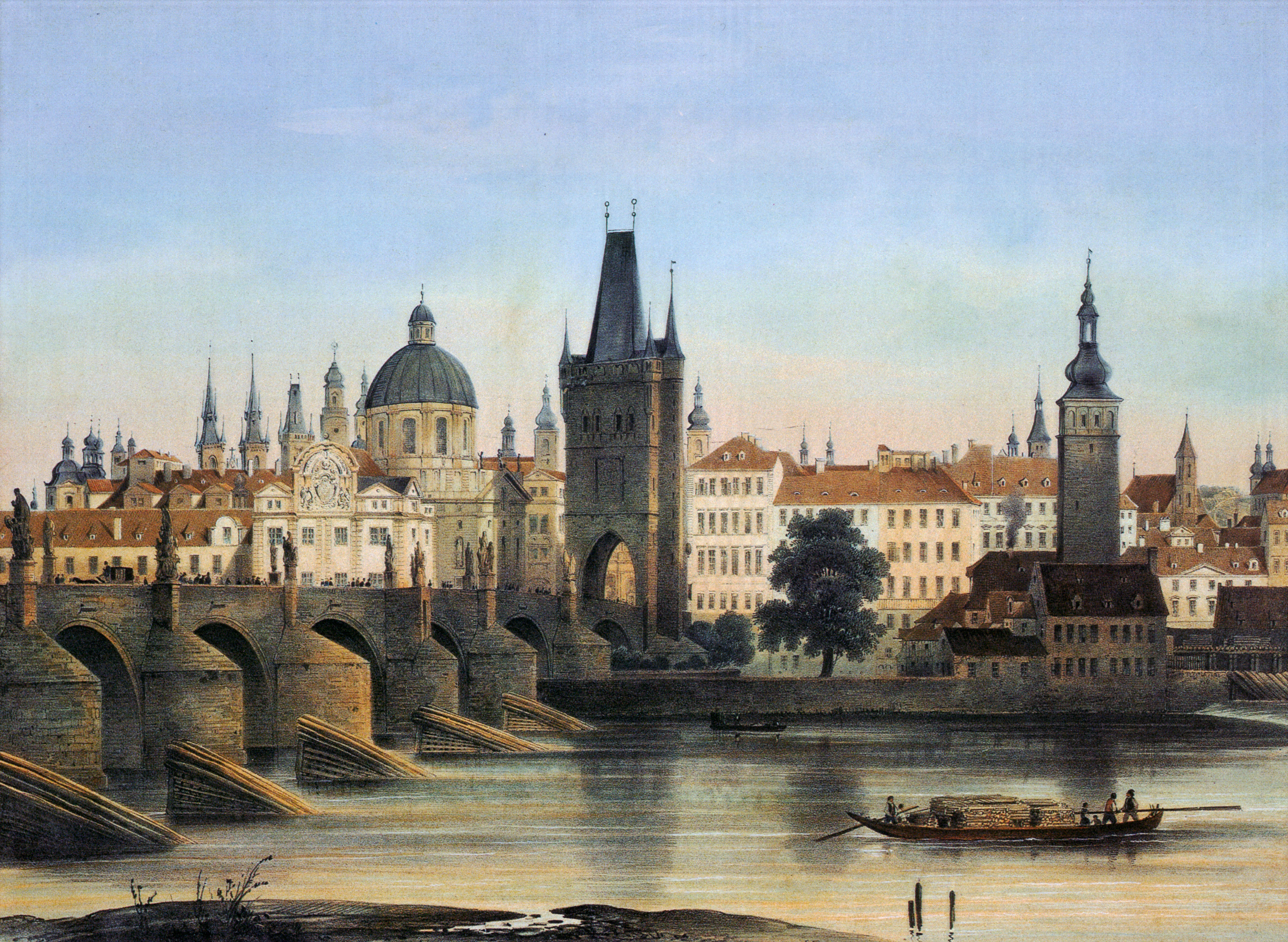
Le pont Charles sur la Vltava en 1840, par Franz Xaver Sandmann. Il relie Malá Strana (petit côté) et la Vieille Ville au fond. À côté de la tour gothique figure encore le tilleul, disparu en 1845 lors d'une inondation.

En cette même année 1824, il crée sa propre école de musique. Pianiste et compositeur essentiellement autodidacte, il devient néanmoins l'un des plus éminents professeurs de musique de Prague dans deux domaines : la composition et le piano. À cinquante ans, il épouse Wilhelmina Ebertová, rencontrée à Marienbad. Bonne pianiste et chanteuse, elle est la sœur du poète et écrivain de langue allemande, le Praguois Karl Egon Ebert. Le mariage se révèle être un échec au bout de deux ans. Il est affecté par la situation et amené à se retirer pendant plusieurs années. Wilhelmina, de santé fragile, meurt en 1836. Il renoue avec la vie artistique praguoise après cette date.

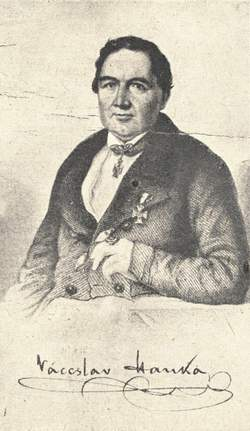
Le poète Václav Hanka. Ami de Tomášek, le musicien mit en musique ses premiers poèmes en tchèque, par quatre numéros de l'opus 48 (1813) suivis par les six de l'opus 50 (1814), alors qu'Henka, vingt-deux ans, était encore étudiant de l'université de Prague.

De nombreux compositeurs ou virtuoses sont attirés par l'enseignement de Tomášek, notamment Jan Václav Voříšek, Eduard Hanslick, Alexander Dreyschock, Johann Friedrich Kittl (directeur du Conservatoire de Prague entre 1843 et 1865) et Julius Schulhoff. Il est le fondateur de l'école piano tchèque. Refusant la virtuosité vide, ses élèves étudient un Prélude et fugue de Bach après chaque cours et pendant les années 1830 et 1840, il organise tous les lundis soir des concerts privés, où se produisent ses disciples les plus doués. Il y fait jouer ses partitions et anime des discussions sur la musique, la littérature et les arts. Il reçoit chez lui les plus grands musiciens : Paganini (1828), le jeune Wagner (1832), Clara Schumann (1837), Ole Bull (1839) Muzio Clementi, Franz Liszt et Berlioz (1846) qui écrit à son propos : « J’ai écouté un concert où sur trente-trois compositions trente-et-une étaient de Monsieur Tomášek ». Il est si réputé à Prague et son autorité est si grande qu'on le surnomme le « pape musical de Prague ». Il reçoit également les grandes figures de Prague, l'historien et « mentor politique des tchèques » František Palacký, les poètes K.V. Hansgrig et Václav Hanka, appartenant au groupe nationaliste.
À partir de 1845 et jusqu'à sa mort, très isolé et malade, mais toujours pédagogue, il publie son autobiographie, « du plus haut intérêt » en six feuilletons dans l'almanach de musique praguois de langue allemande, Libussa, qui va jusqu'à 1823 (juste avant son mariage) et représente la source d'information la plus importante pour sa vie de cette période. Une bonne partie de ce texte présente la vie musicale du temps du congrès de Vienne, où il décrit, en détails vivants, les bals, les concerts (il entend par exemple un concert de Moscheles, un Samson de Haendel et assiste même aux répétitions), les pièces de théâtre et les événements cérémoniels qui ont entouré le congrès. Il décrit aussi en détails ses visites au vieux Haydn (1808) et à Beethoven.

## Style
Bien qu'il soit une des figures principales de la vie musicale pragoise, Alfred Einstein considère stylistiquement Tomášek comme un musicien « viennois ». Et en effet, il a pour point de départ Mozart et ses œuvres sont clairement conçues dans l'idiome post-classique. Ses sonates pour piano empruntent leur forme, leur style mélodique à la virtuosité de Hummel.
Fier de ses œuvres, brillant pianiste, il tourne le dos à la virtuosité plus ou moins creuse de l'époque jusqu'à passer pour un « frère aîné de Schubert ». Comme le résume Guy Sacre en une phrase, Tomášek est un « miniaturiste, un intimiste et en musique le premier rêveur et le premier promeneur solitaire ». Parmi ses œuvres pour piano, figurent en référence à l'Antiquité et à la poésie, les Églogues (42 pièces réparties en 7 cahiers), Rhapsodies (15 pièces en 3 cahiers) et Dithyrambes (3 cahiers, où il aspire à unifier les deux genres précédents), tous composés entre 1807 et 1823 qui, sous forme de miniatures, sont d'une riche invention. Le genre églogue d'inspiration pastorale, de forme ternaire, est une extension poétique du menuet classique et du trio. C'est pour Tomášek, aussi typique que la mazurka pour Chopin ou la polka pour Smetana. Le musicien a influencé par ce biais le piano de Schubert, Mendelssohn, Schumann, Chopin et Brahms. Les dithyrambes sont des poèmes en l'honneur de Bacchus. Quant à la rhapsodie — la seule forme qui perdure chez les compositeurs romantiques — elle désigne la récitation d'extraits de poèmes épiques. Les six Allegri capricciosi sont plus virtuoses et brillants, avec des traits rapides de bravoure, à la manière de Hummel et Moscheles. Cet ensemble de pièces de petites dimensions est le plus important, que ce soit en volume ou en qualité musicale, de l'œuvre pour piano. Tomášek est, avec son élève Voříšek, l'inventeur de l'impromptu, porté à perfection chez Schubert, Chopin, Liszt et Fauré.

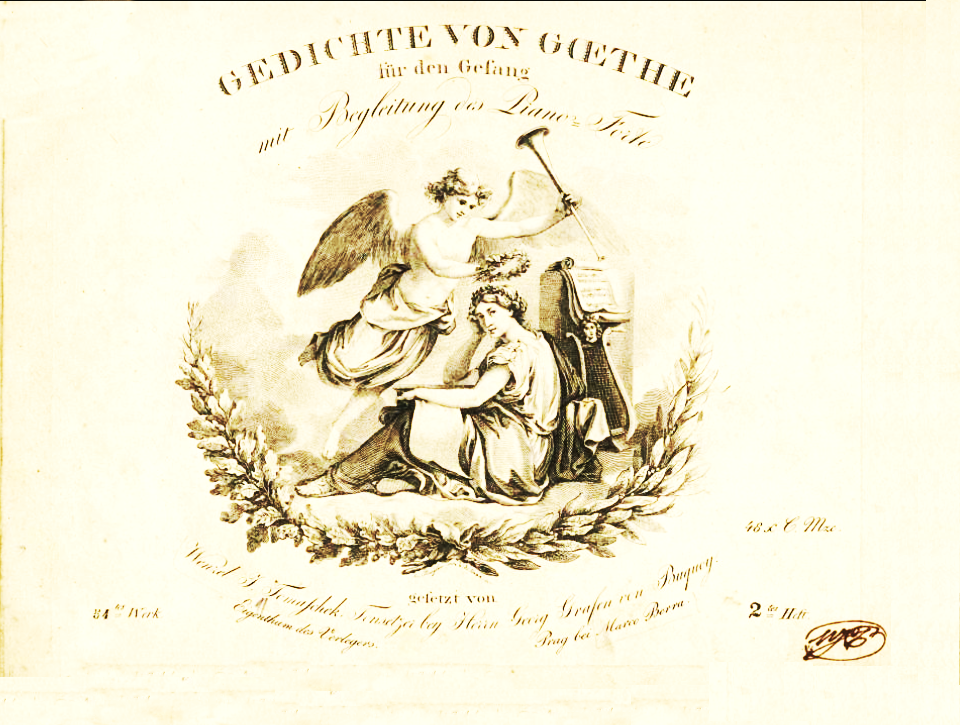
Page de titre d'une édition des Goethe-Lieder de Tomášek, parue chez Marco Barra (Prague c. 1830).

Ses lieder, plus d'une centaine, sont écrits à environ 70 % sur des textes en allemand de Klopstock, Gellert, Hölty, Bürger, Schiller et surtout Goethe. En 1818, le musicien lui adresse quelques lieder et en 1820, ce dernier lui écrit : « Mon très cher Ami, j'aimerais tellement vous exprimer mes remerciements chaleureux pour l'intérêt et l'attention infatigables que vous portez à mes poèmes. » En effet, avec quarante-et-une pièces (34 mélodies, 3 duos, 4 terzettos), le poète le préfère même aux mises en musique de Beethoven et Spohr, plus spécialement son « Désir de Mignon », mais beaucoup moins son Roi des aulnes (op. 59/1). Or, dès 1816, une sélection de seize lieder parmi les plus beaux de Schubert avait été envoyée à Goethe, qui les avait renvoyés sans répondre. Peut-être la simplicité de Tomášek lui fit-il moins peur ? Car le langage musical pour sa part va de Mozart (Heidenröslein, An Linna, Mailied) à Beethoven (Näthe des Geliebten, Mignons Lied I) selon les œuvres, même si l'intensité romantique en traverse certaines (Schäfers Klagelied, Der Fischer) et approche Schumann. De plus, le musicien respecte strictement le texte et ne s'autorise aucune coupure, ni répétition de mot ou de phrase. Tomášek est « avec quelques autres, le chaînon manquant » entre le classicisme et le romantisme naissant, mais également entre l'Europe centrale et l'Europe occidentale. Ses œuvres sur des poèmes en tchèque n'apparaissent qu'en 1813, avec ceux de Václav Hanka, qui est de ses amis.

## Œuvre
Tomášek laisse 114 numéros d'opus et 61 d'œuvres sans numéros. Si les pièces pour piano (dont 7 sonates), les lieder jouissent d'une reconnaissance dès son époque jusqu'à la nôtre, en revanche son œuvre de plus grande envergure (deux concertos pour piano notamment, symphonies, ouvertures) écrits au tournant des années 1800, attendent encore leur redécouverte et réhabilitation. Il laisse également de la musique de chambre, de la musique sacrée et deux opéras en allemand (le dernier étant inachevé). Récemment, des œuvres inconnues pour orgue ont été retrouvées.
- Douze danses allemandes pour piano (1792)
- Trois quatuors à cordes (1792–1793)
- Douze Landler pour orchestre (1796)
- Quatre valses pour orchestre (1796)
- Variations sur « II sacrifizio interrotto » pour piano, op. 1 (avant 1800)
- Six lieder, op. 2 (1800) sur des poèmes, notamment de Hölty.
- Vermählungsfeier, [Cérémonie de mariage], cantate, op. 3 (avant le 8 juin 1801) À l'occasion du mariage de Karoline von Kerpen, Ferdinand von Kinsky. Sur un texte de Johann Heinrich Dambeck.
1. Andante - Oft werden Berg ́n Ströme, 2. Recitativ - So rief beim Chorgesang, 3. Allegro con fuoco - An des empörten, 4. Andante. Aria - Selig, die im Pilgertale, 5. Allegro - Wonne wird mit weichem Flügel, 6. Allegro Choro - Lasst fröhlich die Sprache der Saiten.
- Variations sur la chanson allemande « O du lieber Augustin » pour piano, op. 4 (avant 1800 ; éd. Schödl, Prague)
1. Thema - Allegretto moderato, 2. Variation I., 3. Variation II., 4. Variation III., 5. Variation IV. 6. Variation V., 7. Variation VI., 8. Variation VII. - Quasi adagio, 9. Variation VIII., 10. Variation IX - Canone - Allegro
- Variations pour piano, op. 5 (c. 1800) Sur le thème du ballet de l'opéra « Das Waldmädchen » (1796) de Pavel Vranický
1. Thema - Allegretto, 2. Variation I., 3. Variation II., 4. Variation III., 5. Variation IV. - Ligato, 6. Variation V., 7. Variation VI., 8. Variation VII. - Legato, 9. Variation VIII., 10. Variation IX. - Adagio ma non tanto, 11. Variation X. - Rondo, Allegro con brio.
- Six lieder, op. 6 (1800) sur des poèmes allemands, notamment de Friedrich Gottlieb Klopstock et Gottfried August Bürger.
  1. Mutterherz
  2. Die Verlassene
  3. Lied
  4. Molly ́s Werth
  5. Die Ergebung
  6. Cidli
- Trio avec piano, op. 7 (1800 ; éd. Breitkopf & Härtel, Leipzig)
1. Adagio ma non tanto, Adagio con fuoco, 2. Adagio con Affetto, 3. Scherzo - Allegro. Trio, 4. Rondo - Allegro brillante
- Variations pour piano, op. 8
1. Thema - Andantino, 2. Variation I., 3. Variation II., 4. Variation III., 5. Variation IV., 6. Variation V., 7. Variation VI. , 8. Variation VII , 9. Variation VIII., 10. Variation IX. - Adagio, Allegro.
- Sonate pour piano « pathétique » avec fantaisie, op. 9 (1800 ; éd. Nagely, Zurich) « Ayant en affection particulière les mélodies de Mozart, je pris le thème principal de l'œuvre de sa belle Fantaisie en ut mineur pour piano ». (Tomášek, Mémoires p. 51)
I. Fantasia : Adagio - Patetico, II. Sonata : 1.Allegro con fuoco, 2. Adagio ma non troppo, 3. Menuetto - Presto, Trio, 4. Prestissimo
- Sonate pour piano en si-bémol majeur, op. 10 (éd. Nägeli, Zurich 1802/1803) Commandée par l'éditeur Nägeli pour son « Répertoire des clavecinistes » publié en l'hommage à Clementi.
- Grand rondeau en sol majeur pour piano, op. 11 (1802/1803 ; éd. Nägeli ; Hass, Prague 1811) Commande de Nägeli.
Rondo - Allegro cantabile.
- Leonora ballade pour voix et piano, op. 12 (ébauché dès 1796, abandonnée puis reprise en 1805 ; brouillon de révision et d'orchestration 1813) poème de Bürger. Dédié à Joseph Franz von Lobkowitz.
1. Ouverture - Larghetto, 2. Ballade - Allegro moderato
- Grande sonate pour piano en mi-bémol majeur, op. 13 (1799 ; éd. Leipzig 1805)
- Sonate pour piano en ut majeur, op. 14 (éd. Leipzig)
- Sonate pour piano en sol majeur, op. 15 (éd. Leipzig)
- Trio avec piano (1800)
- Variations pour piano sur un thème connu [Diabelli] sol majeur – polonaise, tempo giusto, op. 16 (1822) Pour le Vaterländischer Künstlerverein, no 43.
- Grande symphonie, en ut majeur, op. 17 (1801)
- Concerto pour piano no 1 en ut majeur, op. 18 (1803–1805)
- Grande symphonie, en mi-bémol majeur, op. 19 (1805)
- Concerto pour piano no 2 en mi-bémol majeur, op. 20 (1803–1805)
- Sonate pour piano en fa majeur, op. 21 (éd. Vienne)
- Quatuor avec piano, op. 22 (1805)
- Ouverture, op. 23
- Deutsche Rundgesang pour chœur, op. 24 (1806)
- Quatuor avec piano (1805)
- Leichenfantasie [Fantaisie macabre] pour voix et piano, op. 25 sur un poème de Friedrich von Schiller.
- Sonate pour piano en la majeur, op. 26 (éd. Leipzig 1806 ; rééd. sous op. 48)
- Busslied pour voix, op. 27 (éd. Leipzig, 1806) sur un poème de Christian Fürchtegott Gellert
- Quatre canzonettes italiennes, pour voix et piano, op. 28 (éd. Berra et Hoffmann, Prague 1806) sur des poèmes de Vaclav Alois Svoboda
  1. La Pesca
  2. La Promessa
  3. La Primavera
  4. La Célia
- Symphonie en ré majeur, op. 30 (1807)
- Elegie auf den tod des jundlings pour voix et piano, op. 31 (éd. Hambourg 1807) sur un poème de Schiller
- Fantaisie pour piano, op. 32
- Trois chants pour voix et piano, op. 33 (1807)
- Trois chants pour voix et piano (1807)
- Six Églogues, pour piano, op. 35 (1806 ; éd. Ambrosius Kühnel, Leipzig 1810)
  1. en si-bémol majeur – Allegro ma non troppo
  2. en fa majeur – Allegro con brio
  3. en la majeur – Allegro
  4. en ut majeur – Allegretto
  5. en mi mineur – Presto
  6. en sol majeur – Allegretto
- Seraphine, oder Grossmut und Liebe, opéra de chambre op. 36 (1811). Sur un livret de Johann Heinrich Dambeck d'après L'amore per l'amore de Giovanni Bertati. Création, Prague 15 décembre 1811.
- Lieder, op. 37
  1. Das Lied
- Ouverture, en mi-bémol majeur, op. 38
- Fugue pour orchestre, op. 38 (1808)
- Six Églogues, pour piano, op. 39 (1807 ; éd. Peters, Leipzig 1812)
  1. en sol majeur – Allegro
  2. en ré majeur – Allegro moderato
  3. en la mineur – Allegro
  4. en fa majeur – Allegro Risoluto
  5. en la-bémol majeur – Presto
  6. en ut majeur – Allegro Vivace
- Six rhapsodies, op. 40 (éd. Haas, Prague 1813) Dédié à François Charles Fritsch
  1. en ut mineur – Allegro assai
  2. en fa mineur – Presto
  3. en ut majeur – Allegro assai
  4. en mi mineur – Allegro ma non troppo
  5. en sol majeur – Allegro con brio
  6. en ré majeur – Allegro
- Six rhapsodies, op. 41 (éd. Kühnel, Leipzig 1814) Dédié à Joseph Reeger
  1. en fa mineur – Allegro risoluto
  2. en ut majeur – Allegretto
  3. en la mineur – Allegro
  4. en mi-bémol majeur – Allegro brillante
  5. en si mineur – Allegro adirato
  6. en si-bémol majeur – Allegro agitato
- Trois chants, pour chœur op. 42 (1810)
- Deux sangterzette und die ein sangsquintett pour voix et piano, op. 43 (1811) sur des poèmes d'Hölty.
- Trois chants pour voix et piano, op. 44 (1811) sur des poèmes de Tiedge.
- Messa con graduale et offertorio, op. 46 (achevé le 22 septembre 1813 ; éd. 1815)
- Six Églogues, pour piano, op. 47 (c.1813—1814 ; éd. Peters 1916)
  1. en fa majeur – Allegro
  2. en la-bémol majeur – Allegretto
  3. en ut majeur
  4. en sol majeur – Vivace
  5. en ré majeur – Presto
  6. en mi-bémol majeur – Allegro
- Six chants pour voix et piano, op. 48 (1813 ; éd. Enders, Prague 1816) sur des poèmes en tchèque de Václav Hanka (1, 4-6), Vojtěch Nejedlý et Antonín Marek.
  1. Hospodářství
  2. Nevěsta
  3. Loučení
  4. Dívka plachá
  5. Zastaveníčko
  6. Vyprovázení
- Marie Stuard Abschied pour voix et piano, op. 49 (1814) sur un poème de Friedrich von Schiller.
- Six lieder bohémiens pour voix et piano, op. 50 (1814 ; éd. Enders, Prague 1820) sur des poèmes en tchèque de Václav Hanka.
  1. Sen
  2. Čekání
  3. Zastaveníčko
  4. Plavba
  5. Hněv
  6. Nářek
- Six Églogues, pour piano, op. 51 (1815 ; éd. Peters, Leipzig 1818)
  1. en la meneur – Allegro moderato
  2. en ré majeur – Allegro vivace
  3. en si-bémol majeur – Allegro
  4. en fa majeur – allegretto
  5. en mi majeur – Allegro cantabile
  6. en si majeur – Allegro risoluto
- Trois Allegros capriciosos « di bravura », op. 52 (éd. Hofmeister, Leipzig 1818)
  1. en fa majeur – Allegro con fuoco
  2. en la majeur – Andante. Allegro moderato
  3. en la-bémol majeur – Andante. Vivace
- Lieder sur des poèmes de Goethe, op. 53 (1815)
  1. Heidenröslein
  2. Nähe des Geliebten [Proximité de l'aimée]
  3. Mailied [Chanson de mai]
  4. Nachgefühl [Sentiment ultérieur]
  5. Trost in Tränen [Consolation des larmes]
  6. Wer kauft Liebesgötter? [Qui achète des dieux de l'amour ?]
- Lieder sur des poèmes de Goethe, op. 54
  1. Mignons Sehnsucht [La Nostalgie de Mignon]
  2. Die Spröde
  3. Die Bekehrte
  4. Frühzeitiger Frühling [Printemps précoce]
  5. Der Rattenfänger [Le preneur de rats]
- Lieder sur des poèmes de Goethe, op. 55
  1. An die Entfernte [À la femme lointaine]
  2. Die Spinnerin
  3. Am Flusse [Au bord du fleuve]
  4. Mit einem gemalten Band [Avec un lien multicolore]
  5. Die Nacht [La nuit]
  6. Singet nicht in Trauertönen
- Lieder sur des poèmes de Goethe, op. 56
  1. Schäfers Klagelied [La plainte du berger]
  2. Selbstbetrug [Auto-illusion]
  3. Erster Verlust [Première perte]
  4. An den Mond [À la lune]
  5. Hochzeitlied
- Lieder sur des poèmes de Goethe, op. 57
  1. Das Veilchen
  2. Geistesgruß
  3. Auf dem See [Sur la mer]
  4. Sorge [Inquiétude]
  5. Jägers Abendlied [Chant du soir du chasseur]
- Lieder sur des poèmes de Goethe, op. 58 (1815)
  1. Rastlose Liebe [Amour sans répit]
  2. Stirbt der Fuchs, so gilt der Balg
  3. Das Geheimnis
  4. Wandrers Nachtlied [Chant nocturne du voyageur]
  5. An Linna
- Lieder sur des poèmes de Goethe, op. 59
  1. Erlkönig [Le roi des aulnes]
  2. Der König in Thule [Le roi de Thulée]
  3. Der Fischer [Le pêcheur]
- Lieder sur des poèmes de Goethe, op. 60
  1. Der Edelknabe und die Müllerin
  2. Meeres Stille
  3. Der Junggesell und der Mühlbach
- Lieder sur des poèmes de Goethe, op. 61
  1. Wonne der Wehmut
  2. Meeresstille
  3. Glückliche Fahrt
- Die entsehung der cisterzienser abbey Hohenfurth pour voix et piano, op. 62 (1816) sur un poème de K. Pichler.
- Six Églogues, pour piano, op. 63 (1818 ; éd. Hofmeister, Leipzig 1821)
  1. en ré majeur – Vivace
  2. en la majeur – Allegro Risoluto
  3. en sol mineur – Allegro
  4. en fa majeur – Allegro
  5. en ré-bémol majeur – Allegro Con Fuoco
  6. en ut majeur – Allegro Brillante
- Quatre chants pour voix et piano, op. 64 (éd. Leipzig 1818) sur des poèmes allemands, Claudius, Bayer, Hölty.
  1. Abendlied
  2. Des Herzens Geheimnis
  3. Trinklied
- Trois dithyrambes pour piano, op. 65 (1818 ; éd. Barra, Prague c.1823)
  1. en ut mineur – Allegro con fuoco
  2. en mi majeur – Allegro risoluto
  3. en fa majeur – Allegro con brio
- Églogues, pour piano, op. 66 (1919 ; éd. Hofmeister, Leipzig 1819)
  1. en ut majeur – Allegro
  2. en fa majeur – Allegro Risoluto
  3. en  si-bémol majeur – Allegro con brio
  4. en la-bémol majeur – Allegretto
  5. en mi-bémol majeur – Allegro con fuoco
  6. en ut mineur/majeur – Allegro Agitato
- Trois chants pour voix et piano, op. 67 (1819) sur des poèmes allemands de P. Haugwitz, Ludwig Tieck
- Trois chants pour voix et piano, op. 68 (1819) sur des poèmes de R. Born, H. Waldenroth
- Cinq poèmes pour voix et piano, op. 69 (1820) sur des poèmes en allemand de Karl Egon Ebert.
  1. Des Greises Trauerlied
  2. Die Ruinen
  3. Des Ritters Geist
- Requiem en ut mineur, op. 70 (1820) Conçu après les inondations de la rivière Ohře à Červený Hrádek dans le sud du pays.
- Sept lieder bohémiens, op. 71 (1823 ; éd. Enders, Prague 1836) sur des poèmes en tchèque de Václav Hanka (traduction allemande Svoboda).
  1. Slavíček/Die Nachtigall
  2. Měj se dobře/Das Lebewohl
  3. Žalost/Wehmuth
  4. Fialinka/Das Veilchen
  5. Pomsta/Rache
  6. Modré oči/Die blauen Augen
- Requiem, in sacro pro defunctis op. 72
- Lieder sur des poèmes de Schütter, op. 73
- Vlasta six chants pour voix et piano, op. 74 sur des poèmes en tchèque de Karl Egon Ebert.
- Das Gebet des Herren pour chœur, op. 76
- Trois chants pour voix et piano, op. 77 sur des poèmes de Schütter.
- Trois chants pour voix et piano, op. 78 sur des poèmes de Heinrich Heine (éd. Mayence)
- Te Deum, op. 79
- Hymnus de spiritu sancto hymne, op. 80
- Missa solemnis, op. 81 (1836) pour le couronnement du prince Ferdinand V, roi de Bohême.
- Starožitné písně Královédvorského rukopisů [Chanson ancienne] pour voix et piano, op. 82 (1823 ; éd. Johann Hoffmann, Prague) sur d'anciens chants extraits du manuscrit Králové Dvůr, en tchèque de V. Hanka.
  1. Kytice
  2. Jahody
  3. Róže
  4. Opuštěná
  5. Zezhulice
  6. Skřivánek
- Six Églogues « danses pastorales », pour piano, op. 83 (éd. c.1823 ; éd. Hoffmann, Prague 1840)
  1. en ut majeur – Gaio
  2. en fa majeur – Tenero
  3. en si-bémol majeur – Giochevole
  4. en mi-bémol majeur – Serioso
  5. en sol majeur – Scherzevole
  6. en ut majeur – Risoluto
- Trois Allegros capricciosos « di Bravura », op. 84 (éd. Hofmeister, Leipzig 1840)
  1. en ré mineur – Andante. Allegro con fuoco
  2. en ut majeur – Andante. Allegro energico
  3. en mi mineur – Andantino. Allegro assai
- Lieder, op. 86 sur des poèmes de Schiller
  1. Das Mädchen aus der Fremde
  2. Des Mädchens Klage
  3. Der Pilgrim
- Lieder sur des poèmes de Schiller, op. 87
  1. Die Entzückung an Laura
- Hectors Abschied pour deux voix et piano, op. 89 sur un poème de Schiller.
- Schiller lieder, pour chœur op. 91
- Trois chants pour voix et piano, op. 92
  1. In die Ferne
  2. Mein Lieb
  3. Mein Hochland
- Trois chants pour voix et piano, op. 94 (1825) sur des poèmes allemand, notamment de Friedrich Rückert.
- Trois chants pour voix et piano, op. 96 sur des poèmes de Glaser-Ebert 
  1. Lied eines Alpenmädchens
- Maria Stuart ballade pour voix et orchestre/piano, op. 99 sur un poème de Schiller (Wallenstein) comme l'opus suivant.
- Die Piccolomini ballade pour voix et orchestre/piano, op. 100 sur un poème de Schiller.
- Gretchen am Spinnrade [Marguerite au rouet] pour voix et orchestre/piano, op. 102 sur un poème de Goethe.
- Scènes de Faust, op. 103
- Die Braut von Messina [la Fiancée de Messine] pour soprano, mezzo-soprano, baryton, chœur et orchestre, op. 104
- Trois chants pour voix et piano, op. 105 sur des poèmes de Goethe.
- Lieder, op. 107
  1. Ständchen
- Zpevy ceske [Mélodie tchèque] pour voix et piano, op. 107 (1828) sur un poème en tchèque.
- Zpevy ceske pour voix et piano, op. 108 sur un poème en tchèque.
- Trois chants pour voix et piano, op. 109 sur des poèmes de Goethe et Ebert.
- Trois rhapsodies, op. 110 (éd. Berra & Hoffmann, Prague 1840)
  1. en ré mineur – Allegro energico
  2. en ré-bémol majeur – Inquieto
  3. en fa majeur – Brillante
- Zigeuner Nachtgesang pour chœur, op. 112
- Trois chants pour voix et piano, op. 113 sur des poèmes allemands, notamment de R. Hirsch.
- Alvaro, opéra inachevé en 2 actes, op. 114 (1812–1816) livret de C. A. Herbst.
- Deux chants pour voix et piano (1835) sur des poèmes en tchèque.

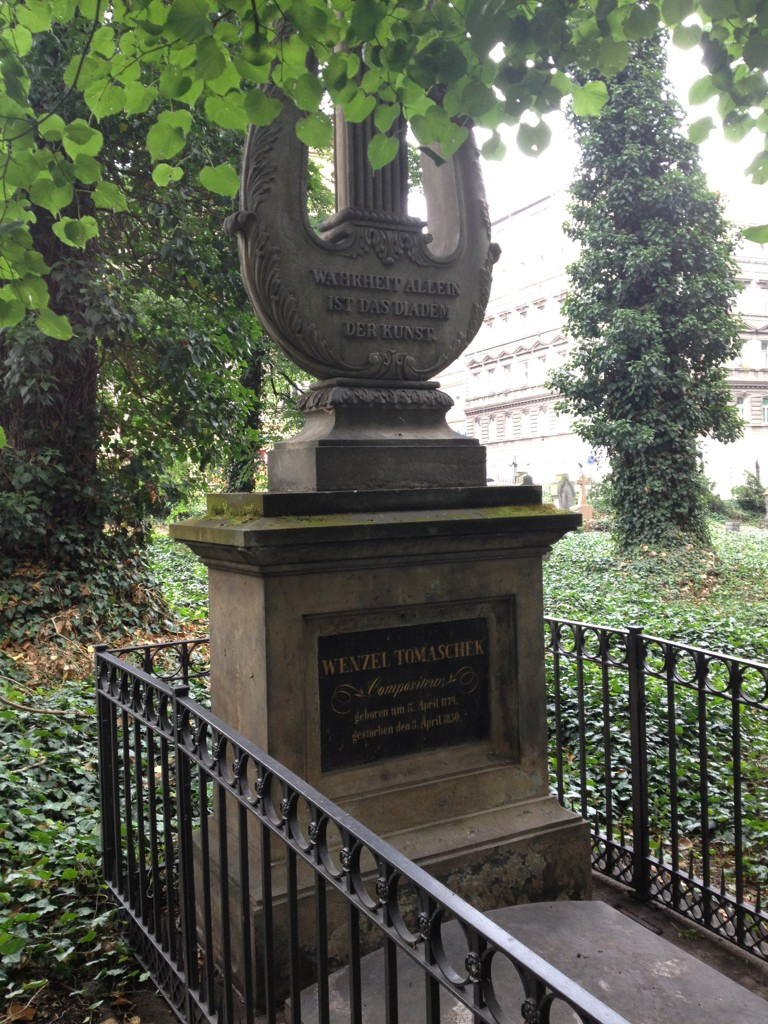
La tombe de Tomášek, au cimetière dans le quartier de Smíchov. Sur la lyre de David, on lit l'inscription (en Wahrheit allein ist das Diadem der Kunst) : Seule la vérité est la couronne de l'art.

- Fantaisie pour harmonica de verre
- Sonatine pour piano (sans date)

## Hommages
Une rue de Skuteč porte son nom : rue Tomášskova. Sa maison natale, au no 508, est aujourd'hui transformée en musée. Le lycée, Jazykové gymnázium, porte également son nom.
À Prague, dans le quartier de Malá Strana, la rue Tomášska est baptisée en son honneur.

## Éditions modernes
Les éditions musicales Supraphon ont commencé une édition moderne des œuvres de Tomášek, collection « Thesaurus musicae Bohemiae / Musica antiqua Bohemica ». Henle a publié un choix de pièces pour piano.
- Sélection d'œuvres pour piano : Variations, op. 16 ; Six églogues, op. 35 ; Tre ditirambi, op. 65 ; Tre allegri capricciosi di bravura, op. 84 - Henle, 1971 (éd. Dana Zahn) (OCLC 884761626)
- Églogues : pour le pianoforte , vol. I : op. 35, 39, 47 et 51 ; vol. II, op. 63, 66 et 83 - Supraphon 5390, 1973 (éd. Alena Borková) (OCLC 174186188)
- Dvě písně : Alpský lovec et Planá růže - Supraphon, 1974 (OCLC 2076423)
- Symphonie, op. 17 - Supraphon, 1989 (éd. Šárka Jedličková) (OCLC 873422401)
- Symphonie, op. 30 - Supraphon 7568, 1990 (éd. Šárka Jedličková) (OCLC 873424584)

## Discographie
Sans être pléthorique, la discographie permet de se faire une bonne idée des œuvres pour piano, des concertos, des lieder et des œuvres sacrées. Manquent cependant toujours les grandes œuvres pour orchestre. De même la musique de chambre est introuvable.

### Piano
- Églogues (extraits des op. 35, 39, 47, 63, 66 et 83) - Milan Langer, piano (septembre 1988, Panton/Supraphon) (OCLC 42788479).
- Musique pour piano (Églogues op. 35 et extraits des op. 41, 65 et 84) - Phyllis Moss, piano (octobre 1997, Centaur) (OCLC 41384355)
- Églogues op. 35 et 51 - Jaroslav Tůma, pianoforte (août 1998, Arta F1 0086-2)  (OCLC 46318574)
- Églogues op. 66, Chris Seed, pianoforte (juin 2000, Olympia) (OCLC 48616957) — Avec les Impromptus, op. 7 de Voříšek.
- Variations Diabelli (no 43) - Jan Michiels, piano (23-25 janvier 2006, MDG) (OCLC 827462138)
- Variations Diabelli (no 43) - Pier Paolo Vincenzi, piano (2014, 2CD Brilliant Classics)   (OCLC 910541249)
- Sonate pour piano, op. 13, 14 et 26 - Petra Matějová, piano-forte Robert Brown 2009, d'après un instrument de Jacob Bertsche c.1815 (30 octobre/1er novembre 2017, Supraphon SU4223) (OCLC 1107320675) — premier enregistrement.

### Orchestre
- Symphonie en ré majeur, op. 30 - Orchestre de chambre Dvorák, dir. Vladimír Válek (février 1984, Musica Antiqua Bohemica/Supraphon C072438) (BNF 38151487)
- Concertos pour piano nos 1 et 2 - Jan Simon, piano ; Orchestre symphonique de la radio de Prague, dir. Vladimír Válek (23-25 mars 2005, Supraphon SU 3819-2) (OCLC 966319483)

### Lieder
- Goethe-Lieder – Kurt Widmer, baryton ; Klaus Linder, piano-forte (29 avril-1er mai 1981, Deutsche Harmonia Mundi / Ars Musici AM 1210-2) (OCLC 39665698 et 605114106)
- Nähe des Geliebten : Lieder [23] sur des poèmes de Goethe, Schiller, Schütter, Tiedge et anonymes – Magdaléna Hajóssyová, soprano ; Marián Lapsanský, piano (20-22 septembre 1994, Multisonic) (OCLC 60796510).
- Goethe lieder [22] – Ildikó Raimondi (en), soprano ; Leopold Hager, piano (29-30 juin 2011, Paladino PMR0016) (OCLC 1073512975)
- Lieder [28] - Renata Pokupić, mezzo-soprano ; Roger Vignoles, piano (5-6 décembre 2013/2 mai 2014, Hyperion) (OCLC 912577889)
- Lieder d'après Goethe [31] – Kamila Mazalová, mezzo-soprano ; Monika Knoblochová, pianoforte (5-6 avril 2014, Radio servis CR0727-2) — Les lieder sont entrecoupés de lectures (en tchèque) de la correspondance avec Goethe.

### Sacrées
- Missa solemnis op. 81 - Jana Jonášova, soprano ; Marie Mrázova, alto ; Vladimír Doležal, ténor ; Richard Novák, basse ; chœur Kün, orchestre de chambre de Prague, dir. Pavel Kühn (1-11 février 1984, Supraphon SU 2138-2) (OCLC 34475575)
- Requiem en ut mineur, Magdaléna Hajóssyová, soprano ; Marta Beňačková, contralto ; Vladimír Doležal, ténor ; Milan Bürger, basse ; chœur Kün ; orchestre philharmonique de Prague, dir. Bohumil Kulínský (25 juin 1997, Multisonic 0395-2)  (OCLC 43989752)
- Messa con graduale et offertorio op. 46, Musica Florea, dir. Marek Štryncl -  Supraphon SU 4022-2, 1er et 5 octobre 2009 (OCLC 779454944)

### Autobiographie
- (de) Václav Tomášek, « Selbstbiographie  », dans Libussa, Jahrbuch fur…, Prague, Libussa / Paul Klar, 1845–1849, 570 p. (OCLC 601702947, lire en ligne), p. 349–398 (1845) ; 321–376 (1846) ; 411–441 (1847) ; 458–503 (1848) ; 323–350 (1850) lire en ligne (Libussa 1848)
  - Traduction en tchèque éd. Zdeněk Němec, 1941, Topičova edice, Vlastní životopis V.J. Tomáška [« Autobiographie de Tomášek »] (OCLC 10273701)
  - (en) Abram Loft (traduction et éd.), « Excerpts from the Memoirs of J.W. Tomaschek », Musical Quaterly no 32 (1946), p. 244–264 (OCLC 6733368665)

### Monographies
- (cs) Josef Klement Zástěra, Václav Jan Křtitel Tomášek, předchůdce Bedřich Smetany [« Tomášek, prédécesseur de Bedřich Smetana »], Skuteč, Musejní spolek, 1925 (édition augmentée ; 1re édition 1912), 60 p.  (OCLC 85381346)
- (cs) Marie Tarantová, Václav Jan Tomášek, Prague, Orbis, coll. « Kdo Je » (no 14-15), 1946, 54 p. (OCLC 839101577)
- (cs) Miroslav Postler, Václav Jan Tomášek : Bibliografie, Prague, Národní knihovna, coll. « Státní knihovna ČSR » (no 2), 1960, 80 p. (OCLC 310679372, BNF 33141627, lire en ligne)

### Thèses
- (en) Verne Thompson (thèse de doctorat), Wenzel Johann Tomaschek : his Predecessors, his Life, his Piano Works, Universiy of Rochester, 1955, viii-242 (OCLC 3660746, lire en ligne [PDF])
- (cs) Markéta Kabelková (thèse de doctorat), Václav Jan Tomášek (1774–1850) život a dílo, Prague, Université de Prague, 2012, 458 p. (lire en ligne [PDF])
- (cs) Petra Jindřichová (thèse sous la direction de Jana Palkovská), Klavírní dílo Václava Jana Tomáška a jeho využití ve výuce hry na klavír na zuš [« L'Œuvre pour piano de Václav Jan Tomášek et son utilisation dans l'enseignement du piano à l'école de musique »], Prague, Université de Prague, 2012, 72 p. (lire en ligne)

### Articles
- (en) Paul Nettl, « Schubert's Czech Predecessors », Music & Letters, Oxford University Press, vol. 23, no 1,‎ janvier 1942, p. 61–68 (ISSN 0027-4224, OCLC 4650396690, JSTOR 728574, lire en ligne)
- (en) Kenneth DeLong, « Jan Václav Tomášek's Goethe Lieder », Kosmas no 7 (1988), p. 71–90
- (de) Rudolf Pečman, « Tendenz zur Klassik  : Betrachtungen über V.J. Tomasek », Studia philosophica SPFFBU, Brno, nos 27–28,‎ 1992/1993, p. 55–67 (lire en ligne [PDF])
- Theodore Baker et Nicolas Slonimsky (trad. Marie-Stella Pâris, préf. Nicolas Slonimsky), Dictionnaire biographique des musiciens [« Baker's Biographical Dictionary of Musicians »], t. 3 : P-Z, Paris, Robert Laffont, coll. « Bouquins », 1995 (réimpr. 1905, 1919, 1940, 1958, 1978), 8e éd. (1re éd. 1900), 4728 p. (ISBN 2-221-06787-8), p. 4248
- Guy Sacre, La Musique pour piano : dictionnaire des compositeurs et des œuvres, vol. II (J-Z), Paris, Robert Laffont, coll. « Bouquins », 1998, 2998 p. (ISBN 978-2-221-08566-0), p. 2863
- (en) Kenneth DeLong, « Tomášek, Václav Jan Křtitel (Tomaschek, Wenzel Johann)  », dans Grove Music Online, Oxford University Press, 2001.
- Marc Vignal, « Tomášek (Václav Jan Křtitel) » dans Marc Vignal, Dictionnaire de la musique, Paris, Larousse, 2005, 1516 p. (ISBN 2-03-505545-8, OCLC 896013420, lire en ligne), p. 253
- (cs) Markéta Kabelková, « Wenzel Johann Tomaschek, nebo Václav Jan Tomášek? : Německy mluvící Čech aneb život na hranici dvou jazyků [« Johann Wenzel Tomaschek ou Jan Vaclav Tomášek? : un thèque parlant allemand ou la vie à la frontière des deux langues] », Hudební věda, Prague, vol. 46, no 4,‎ 2009, p. 341–354 (ISSN 0018-7003, lire en ligne)
- (en) Anja Bunzel et Barbora Kubečková, « Václav Jan Tomášek (1774–1850): A Versatile Lieder Composer?  : A Comparative Analysis of Selected Goethe Settings by Carl Friedrich Zelter, Václav Jan Tomášek and Johanna Kinkel  », Musicologica olomucensia, Universitas Palackiana Olomucensis, vol. 20,‎ décembre 2014, p. 15–36 (ISSN 1212-1193, lire en ligne [PDF])